# 宋忠
宋 忠（そう ちゅう、生没年不詳）は、中国後漢末期の学者。字は仲子。荊州南陽郡の人。「宋衷」とも表記される。

## 正史の事跡
荊州を支配した劉表の招請に応じ、儒者として教鞭をとった。また、かねてから親交のあった蜀郡太守の王商へ、許靖に教えを請うよう勧める手紙を送っている。劉表の死後は引き続き劉琮に仕えた。
それから間もなく、劉琮は曹操に降伏を申し入れたが、客将の劉備には黙っていた。しかし、隠し通すのも限界となり、宋忠は劉琮の命令でこの旨を劉備に伝えることになった。事の次第を聞いた劉備は驚き怒り、剣を抜いて宋忠に突きつけ「貴様を殺すのは容易いが、貴様のような輩を殺すのは大丈夫の恥だ」と言い捨て、宋忠を追い払った。
その後は劉琮に従って曹操に降った。
宋忠には子（名は不詳）がいたが、建安24年（219年）の魏諷の反乱に加担して処刑された。父の宋忠が健在であれば、連座による処分を受けていた可能性があるが詳細は不明である。

## 人物
宋忠は古典の学者・注釈家として高名であった。荊州では、綦毋闓と共に『五経章句』を編集し（『後定』と称する）、主に揚雄『太玄経』の注釈者として多くの門人を抱えた。主な門人として王粛・尹黙・潘濬・ 李仁（李譔の父）がいる。
しかし虞翻によれば、宋忠は鄭玄には及ばず、『太玄経』の注釈にも少なからず誤りがあったという。虞翻は宋忠の誤りを正すため、注釈の修正に取り組んでいる。

## 物語中の宋忠
小説『三国志演義』では、曹操への降伏の使者となった帰りに、偶然関羽に見つかってしまい、無理やり劉備の下へ引き立てられることになっている。事情を聞いた張飛は「宋忠を血祭りに上げろ」とまで叫ぶが、劉備はこれをたしなめている。もっとも、剣こそ突きつけなかったものの、劉備が宋忠に吐いた台詞は、史実とほぼ同様である。
一方、吉川英治の小説『三国志』や横山光輝の漫画『三国志』では、史実や『演義』のように劉備は激昂しておらず、冷静沈着に張飛らを宥め、宋忠も特に咎めることなく解放している。